# Maleshevo
De Maleshevo (Bulgaars: Малешевска планина) is een berg in het zuidwesten van Bulgarije en het oosten van Noord-Macedonië. Het is de derde van vijf bergen in de berggroep Osogovo-Belasica, ook bekend als het Westelijke Grensgebergte. De hoogste top is Ilyov Vrah met 1.803 m.
De berg vormt een langgerekte structuur met een oppervlakte van 497 km². Het heeft een rijke fauna, waaronder veel mediterrane flora- en faunasoorten. Er zijn twee natuurreservaten om de fauna te beschermen.